# Маньга (река)
Ма́ньга (карел. Man′gu) — река в России, протекает по Пряжинскому району Карелии.
Исток реки — озеро Родинъярви. Устье реки находится в 6 км по левому берегу реки Святреки. Длина реки — 29 км, площадь водосборного бассейна — 243 км².

## Данные водного реестра
По данным государственного водного реестра России относится к Балтийскому бассейновому округу, водохозяйственный участок реки — Шуя, речной подбассейн реки — Свирь (включая реки бассейна Онежского озера). Относится к речному бассейну реки Нева (включая бассейны рек Онежского и Ладожского озера).
Код объекта в государственном водном реестре — 01040100112102000014615.